# Ka-kem
Ka-kem o Kem-wer (‘El brau negre’) fou el nom del nomós X del Baix Egipte. El seu nom no s'esmenta a la llista d'Abidos. Estava situat al nord de Guiza i Letòpolis entre dos braços del Nil (el central i l'oriental, just des del començament del delta. Estrabó, Claudi Ptolemeu i Plini el Vell donen com a ciutat destacada, a part de la capital, la de Leontòpolis.
La capital fou Hut-hery-ib (Athribis, avui Tell Atrib) situada a la part nord, a la riba del braç central del Nil. El déu principal del nomós era Horus.